# Троїл

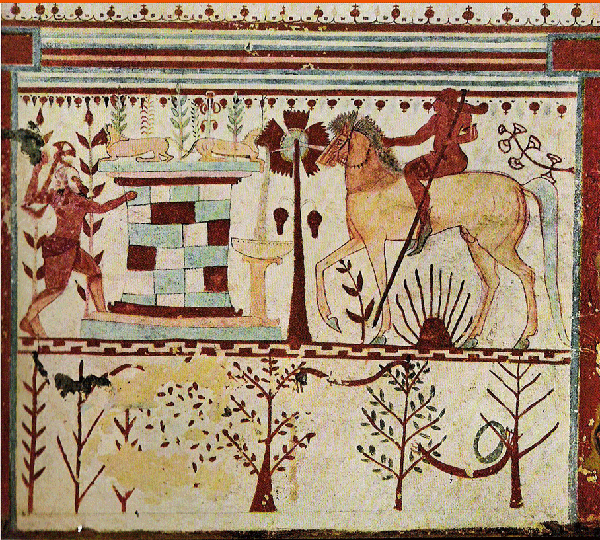
Ахіллес нападає із засідки на Троїла

Троїл (грец. Τρωίλος) — молодший син Пріама й Гекаби, якого вбив Ахіллес.
Зображення Троїла часто зустрічаються на грецьких вазах. У новій літературі міф про нього використав Вільям Шекспір у драмі «Троїл і Крессіда».